# Sarah Wynter
Sarah Wynter (Newcastle, 15 februari 1973) is een Australische actrice. Ze maakte in 1997 haar acteerdebuut in de serie The City. Haar eerste filmrol volgde een jaar later, toen ze Melissa speelde in Species II. Wynter werd in 2003 samen met de gehele cast van de serie 24 genomineerd voor een Screen Actors Guild Award. Haar Australische filmdebuut was in de film Three Dollars. Deze ging in 2005 première.

## Films
*Exclusief televisiefilms
- Worst Friends (2014)
- Dead Like Me: Life After Death (2009)
- Circadian Rhythm (2005)
- L.A. Dicks (2005)
- Three Dollars (2005)
- Shooting Livien (2005)
- Moving August (2002)
- Coastlines (2002)
- Bride of the Wind (2001)
- The 6th Day (2000)
- Lost Souls (2000)
- Farewell, My Love (2000)
- Jerks (2000)
- Molly (1999)
- Species II (1998)

## Televisieseries
*Exclusief eenmalige verschijningen
- Californication - Atticus' vrouw (2013, vier afleveringen)
- Damages - Security Specialist (2010, drie afleveringen)
- Windfall - Beth Walsh (2006, dertien afleveringen)
- The Dead Zone - Rebecca Caldwell (2004-2005, zes afleveringen)
- 24 - Kate Warner *2002-2003, 25 afleveringen)
- The City - Catherine (1997, ... afleveringen)

## Achtergronden
- Op 20 augustus 2005 trouwde Wynther met Dan Peres in Sydney. Ze kregen in 2008 samen een zoon en in 2011 een tweeling, twee jongetjes.
- Wynthers grootmoeder was de eerste vrouwelijke Lord Mayor van Newcastle.
- In het magazine Stuff stond Wynther op plaats 82 in de lijst van de '102 meest sexy vrouwen van de wereld'.

- Biblioteca Nacional de España: XX4760948
- Bibliothèque nationale de France: cb142403194 (data)
- Gemeinsame Normdatei: 1048109526
- International Standard Name Identifier: 0000 0001 1561 9023
- Library of Congress Control Number: no2005116567
- Nationale Bibliotheek van Israël: 987007447916505171
- Nationale Bibliotheek van Polen: a0000001255378
- Système universitaire de documentation: 169035913
- Virtual International Authority File: 21885613
- WorldCat: E39PBJht7r6gw37M8FGtQhgMyd